# Jurrejaure
Jurrejaure är en sjö i Arvidsjaurs kommun i Lappland och ingår i Piteälvens huvudavrinningsområde. Sjön har en area på 0,0908 kvadratkilometer och ligger 322,2 meter över havet. Jurrejaure ligger i Piteälven Natura 2000-område.

## Delavrinningsområde
Jurrejaure ingår i det delavrinningsområde (732364-167198) som SMHI kallar för Namn saknas. Medelhöjden är 365 meter över havet och ytan är 6,86 kvadratkilometer. Det finns inga avrinningsområden uppströms utan avrinningsområdet är högsta punkten. Vattendraget som avvattnar avrinningsområdet har biflödesordning 2, vilket innebär att vattnet flödar genom totalt 2 vattendrag innan det når havet efter 132 kilometer. Avrinningsområdet består mestadels av skog (94 procent). Avrinningsområdet har 0,12 kvadratkilometer vattenytor vilket ger det en sjöprocent på 1,7 procent.